# Tiger (kampvogn)
 For alternative betydninger, se Tiger (flertydig). (Se også artikler, som begynder med Tiger)
Panzer VI eller Tiger var en tysk kampvogn i tjeneste fra sent i 1942 til slutningen af 2. verdenskrig. Den havde også navnet Sonderkraftfahrzeug 181 (Sd.Kfz. 181). Kaldenavnet Tiger fik den af Ferdinand Porsche. Tigerkampvognen havde en besætning på 5 mand; vognkommandøren, skytten og laderen sad i tårnet, køreren og en maskingeværskytte/radiooperatør sad forrest i chassiset. På to år blev der fremstillet 1.355.
Den var som et symbol på kvalitet: Den var stor, den var tykt pansret og havde en revolutionerende 88 mm kanon. Oprindelig var den planlagt til en vægt på 50 t, men i konstruktionsfasen blev dens panser (bl.a. efter krav direkte fra Hitler) forøget, så vægten nåede op på 57 tons. Tigeren havde ikke skråt panser, der kunne få granater til at rikochettere. Den var udstyret med en Maybach V-12 motor på 700 hk. Det var den samme motor som anvendtes til Panther (Panzer V), der vejede 45 tons. Hvis tigeren skulle flytte sig med topfarten på 38 km/t, skulle motoren arbejde i høje omdrejninger, normalt med mekaniske nedbrud til følge.
Ulemperne ved den var både, at den havde et meget højt brændstofforbrug, og at den var teknisk kompliceret. Bl.a. betød dens begrænsede køreegenskaber, at den var Sovjetunionens standardtank T-34 underlegen i køreegenskaberne. Sidstnævnte var således fra begyndelsen beregnet til at kunne køre på efterårets mudrede veje, der ved den første nattefrost frøs mudder fast i mellem vejhjulene. Frossent mudder plagede de tyske tanks' komplicerede vejhjul i høj grad.
I en defensiv rolle mod de amerikanskbyggede Sherman-tanks på Vestfronten spillede ovennævnte problemer ingen rolle. Selvom de vestallierede kun mødte 90 Tigertanks i Nordfrankrig, skabte disse få tigertanks panik blandt de vestallierede og gjorde, at Tigertanken blev berømt. Højoktanbenzinen gjorde Sherman-tankene letantændelige og mange allierede tankbesætninger hængte sandsække og tømmer udenpå chassiset. Raketbevæbnede Typhoon-jagerbombere måtte nedkæmpe de tyske Tigertanks, før de mødte Sherman-tankene.
Amerikanerne havde udviklet M26 Pershing til at bekæmpe tyskernes overlegne Tiger-tank, men da Tyskland kapitulerede, var der kun ankommet 10 Pershings til Europa.
Tigeren blev videreudviklet til Königstiger eller Tiger II på 70 tons, men med samme 700 hk motor. Den havde dog skrånende panser.

## Design
Tiger I var en nødløsning, da fremkomsten af den russiske T-34 kom totalt bag på tyskerne, og kun elendig taktisk føring blandt russernes rækker forhindrede, at de nedkæmpede tyskernes krigsmaskine.
Herefter kopierede tyskerne især det skrånende panser og frembragte herefter Panther, som slet ikke tilfældigt ligner en T-34.
Tårnet var fra den testvogn, som senere blev til Elefantkampvognen. Elefantchassiset skulle egentlig havde været Tiger I, men grundet tekniske problemer var den ikke klar til produktion før end 1943. Og behovet for en kampvogn, der kunne nedkæmpe T-34, var højt.
Til Hitlers frustration kunne man altså ikke nå at indsætte den forlængede 88mm KwK L71 kanon, men måtte nøjes med en på kun L56.
L71 kom først ind i Tiger II og i diverse panserjagerversioner.

### Panser
Den kasseformede kampvognsform, som Tiger I havde, var ikke en tilfældighed, men var identisk med det princip, som de samtidige tyske kampvogne havde. Det var en afvejning af beskyttelse mod de chok, som en højhastighedsgranat gav i stålet og produktivitetsomkostningerne contra kvalitet. Franskmændene og Sovjet havde i højere grad vægtet evne til at modstå chok ved, at stålet var "formstøbt", altså var stålet støbt i diverse dråbeformede og afrundede former. Dette såkaldte skrånende panser gjorde, at de tyske kampvogne havde svært ved at gennemtrænge de franske og især sovjetiske kampvognes panser, og det var også derfor, at behovet for en kraftigere tank (Tiger I) var opstået i den tyske hær. Endvidere gjorde det skrånende panser, at udseende for bl.a. de sovjetiske kampvogne ikke var så kasseformet lige som tilfældet var for Tiger I - se evt. T-34 til sammenligning. Det skrånende panser var dog væsentligt dyrere og lagde begrænsninger på, hvor stor kampvognen kunne blive. Derfor havde man fra tysk side ikke skønnet, at det var omkostningerne værd at give Tiger I det såkaldte skrånende panser. Dette afkræfter også skrønen om, at tyskerne bare ikke kunne lade være med at lave kvalitet og altid vægtede kvalitet frem for kvantitet. Endvidere skal man være opmærksom på, at selvom Tigeren ikke besad skrånende panser, så var den stadig udrustet med et ekstremt tykt lag af panser, som gjorde, at det var ekstremt svært for de Allierede at gennemtrænge dens panser. Det skrånende panser blev dog tilføjet til senere tyske kampvogne, som eksempelvis Pantheren og Tiger II.

Men faktisk var stål og legeringer nødvendige i panserstål en knaphedsfaktor, som man var nødt til at tage hensyn til. Der var en evig konkurrence mellem især flåden og hæren og internt i hæren imellem artilleriet og panservåbnet, om hvem der skulle have mest stål til rådighed for sin produktion. I flåden var der også intriger om, hvordan ressourcer til slagskibe og ubåde skulle fordeles.
Fra og med 1944 betød det, at kvaliteten af panseret blev forringet, og selvom Tiger II havde tykkere panser og tilmed skrånende panser, der gav forøget tykkelse og større evne til at afbøje granater, så var den næsten lige så "nem" (eller svær) at nedkæmpe som en Tiger I.

### Gearkasse
Nøjere analyser af teknikken har vist, at de tyske gearkasser havde tandhjul, der var runde frem for koniske. Det giver et langt større slid og højere risiko for sammenbrud end hos de amerikanske vogne (der havde koniske tandhjul). Gearkassen var dog designet til en vægtmæssigt langt lettere vogn, så det skulle ikke havde været et problem.[kilde mangler]

### Motor
Kvaliteten af motoren var måske for høj. Legeringen og teknikken var der kælet for, for at forlænge levetiden af delene. Dette betød dog, at motoren var teknisk kompliceret skruet sammen, således at den tog længere tid at fremstille, og det krævede højere evner af teknikerne at håndtere delene, både ved fremstilling og udskiftning. Kvaliteten var så høj, at 60 år efter krigen var det stadigvæk muligt at starte motoren efter et olieskift. Når man sammenholder den forventede levetid for vognen på maksimalt et år, var det måske spild af ressourcer.[kilde mangler]

### Chassis
Tigerens chassis var kasseformet og var stærkest i hjørnerne. I Tigerfibel beskrives retningen som en urskive med klokken 12 som ret for. Hjørnerne er da klokken 10:30 (Frühstuck: formiddagskaffe), 1:30 (Mittag: middagsmad), 4:30 (Kaffee: eftermiddagskaffe) og 7:30 (Abendbrot: aftensmad) Analogien til måltiderne var en mnemoteknik og kaldtes "Auf Mahlzeit". Tigerbesætningerne skulle huske at vende det nærmeste hjørne mod fjenden i en snæver vending for maksimal beskyttelse.

## Produktion
Produktionen af tiger-kampvognen var en meget tidskrævende og bekostelig affære, og dette betød, at kvantiteten ikke var høj, mens kvaliteten var af exceptionel karakter. For hver Tiger, der blev gjort ukampdygtig, blev det samme gjort for fem allierede kampvogne, men den højt udviklede allierede industri, der ikke led under bombeangreb i samme omfang som den tyske, kunne nemt opretholde produktionen af nye kampvogne, imens det for Tyskland, hvis industri lå i ruiner, var en uoverkommelig opgave at opretholde produktionen af de tunge kampvogne. Sammenlignet med de andre tyske kampvogne under den anden verdenskrig, så var produktionsprocessen da også meget mere tidskrævende. Overordnet set så tog det omkring dobbelt så lang tid at producere en Tiger I, som nogen anden tysk kampvogn.

Da produktionen af Tiger I begyndte i august 1942, var man i stand til at producere ca. 25 om måneden, mens produktion af Tiger I nåede sit højdepunkt i april 1944 med 104 om måneden. I alt havde den tyske hær 671 Tigers til rådighed d. 1. juli 1944, hvilket var et andet højdepunkt.  Da Tiger II gik i produktion (i januar 1944) begyndte man stille og roligt, at nedprioritere produktionen af Tiger I til fordel for den nye og forbedrede Tiger II.

### Antal producerede Tiger I
| År    | Antal | Noter                                 |
| ----- | ----- | ------------------------------------- |
| 1942  | 60    |                                       |
| 1943  | 589   |                                       |
| 1944  | 601   | Der er ført statistik til august 1944 |
| I alt | 1.260 |                                       |

Der blev i alt produceret omkring 1.350 Tiger I tanks i løbet af krigen, så der er omkring 100, der ikke er medregnet i ovenstående statistik. Både Tiger I og Tiger II blev produceret af Henschel & Sohn, som var et firma, beliggende i den tyske by Kassel. Dette firma var kendt for at fremstille tunge industrivarer, såsom lastbiler, busser og tog.

Endvidere skal man være opmærksom på, at der jævnligt blev introduceret ændringsforslag til den oprindelige Tiger I-model, hvilket besværliggjorde den i forvejen svære proces om at masseproducere Tiger-kampvognen.

Den totale tyske produktion af enhver afskygning af pansrede køretøjer kunne ikke engang tangere produktionen af Shermankampvognen alene.

## Vedligeholdelsen
Der er for få eller ingen kildehenvisninger i afsnittet, hvilket er et problem. Du kan hjælpe ved at angive troværdige kilder til de påstande, som fremføres.

Vedligeholdelsen var bedre medtænkt i designet af de amerikanske vogne end i de tyske. Udskiftning af et indre vejhjul på Tiger I kunne betyde, at op til 5 andre vejhjul skulle aftages først, hvilket ses nemt på billedet. Shermanen havde på den anden side nem udskiftning af gearkasse og diverse bremse/køresystemer. Det kan også ses på billeder af denne, hvor man kan se, at den i fronten er "skruet" sammen, frem for svejset sammen. Det gav nem vedligeholdelse. Man skruede bare hele forenden af, satte en ny i. Dermed havde man en kampklar tank lynhurtigt, og samtidig havde man god tid til at lave den defekte del i værkstedet.
Trods rygterne, var Tiger I en logistisk katastrofe, der ustandseligt brød sammen, lige som at personalet ofte var utilstrækkeligt uddannet og der var brændstof- og granatmangel. På intet tidspunkt i hele krigen var der mere end 77 Tiger I-kampvogne operative på een og samme dag. Det sætter i perspektiv at alene østfronten var mere end 3000 km lang, altså maks. en vogn pr. 40. kilometer.[kilde mangler]

### Funktionsdygtige Tigere
Nedenfor er angivet en statistik vedrørende procenten af Tigertanks, der var funktionsdygtige i den sidste del af krigen - både på Vestfronten og Østfronten.
| Tidspunkt          | Østfront | Vestfront |
| ------------------ | -------- | --------- |
| 31. maj 1944       | 79 %     | 87 %      |
| 15. september 1944 | 70 %     | 98 %      |
| 30. september 1944 | 81 %     | 67 %      |
| 31. oktober 1944   | 54 %     | 88 %      |
| 15. november 1944  | 61 %     | 81 %      |
| 30. november 1944  | 72 %     | 45 %      |
| 15. december 1944  | 79 %     | 64 %      |
| 30. december 1944  | 80 %     | 50 %      |
| 15. januar 1945    | 73 %     | 58 %      |
| 15. marts 1945     | 53 %     | 36 %      |
| I alt              | 70 %     | 65 %      |

## Effektive kanonskudvidder
| Modstander    | Tiger sårbar fra | Tiger sårbar fra | Tiger sårbar fra | Tiger kan angribe fra | Tiger kan angribe fra | Tiger kan angribe fra |
| Modstander    | front            | side             | hæk              | front                 | side                  | hæk                   |
| ------------- | ---------------- | ---------------- | ---------------- | --------------------- | --------------------- | --------------------- |
| T-34          | 500 m            | 1.500 m          | 1.500 m          | 800 m                 | 2.000 m               | 2.000 m               |
| KV-1          | 0 m              | 900 m            | 900 m            | 400 m                 | 2.000 m               | 2.000 m               |
| Churchill III | 0 m              | 700 m            | 700 m            | 1.500 m               | 2.000 m               | 2.000 m               |
| Lee           | 0 m              | 800 m            | 800 m            | 2.000 m               | 2.000 m               | 2.000 m               |
| Sherman       | 0 m              | 800 m            | 800 m            | 800 m                 | 2.000 m               | 2.000 m               |

Lt. Josef von Glatter-Goetz: Tigerfibel (Tiger-abc), D656/27 

## Litareturliste
- Jentz, Thomas (1996). Germanys Tiger Tanks: Tiger I & Tiger II: Combat Tactics. Coda Books Ltd. ISBN 0-7643-0225-6.